# Charlton Athletic
Charlton Athletic (offiziell: Charlton Athletic Football Club) – auch bekannt als The Addicks (Bedeutung siehe unten) – ist ein Londoner Fußball-Verein aus dem im Südosten der Metropole gelegenen Arbeiterviertel Charlton. Der Verein wurde 1905 gegründet. Das Stadion der Mannschaft heißt The Valley und liegt im Stadtbezirk Greenwich.

## Geschichte
Charlton wurde 1921 in die Football League aufgenommen und erreichte den Aufstieg in die First Division 1936. In der folgenden Saison 1936/37 wurde der Klub auf Anhieb Vizemeister. Es folgten ein vierter und ein dritter Platz, bis der Spielbetrieb kriegsbedingt eingestellt wurde. Bei der ersten Austragung des FA Cups nach Ende des Krieges 1946 erreichte Charlton das Finale, welches mit 1:4 nach Verlängerung gegen Derby County verloren wurde. Ein Jahr später gelang der bisher einzige Gewinn des FA Cups in der Vereinsgeschichte durch ein 1:0 nach Verlängerung gegen den FC Burnley. In der Liga erreichte Charlton nach dem Krieg in der Saison 1952/53 den fünften Platz, belegte ansonsten bis zum Abstieg 1957 überwiegend Plätze im unteren Mittelfeld der Tabelle. 
Von den späten 50er Jahren bis in die frühen 1970er Jahre war Charlton einer der besten Vereine in der Second Division. The Valley war das größte Stadion der Liga und zog Zuschauermassen von über 70.000 an. Der Abstieg in die Third Division 1972 läutete den Niedergang ein. Auch eine kurze Werbeaktion 1975 brachte weder eine Steigerung der finanziellen Unterstützung noch verstärkte Begeisterung von Seiten der Fans.
1984 war der finanzielle Tiefpunkt erreicht, worauf der Verein als Charlton Athletic (1984) Ltd. neu gegründet wurde.

### Weg vonThe Valley
Ab dem 5. Oktober 1985 spielte Charlton im Selhurst Park von Crystal Palace, da die finanzielle Lage die dringend erforderliche Renovierung des eigenen Stadions verhinderte. Auch der Aufstieg in die First Division 1986 trug wenig zur Verbesserung der finanziellen Lage bei.
1990 stand der Verein erneut dem Abstieg gegenüber. Im selben Jahr gründeten Fans des Vereins ihre eigene Partei (Valley Party) als Antwort auf die Ablehnung des Stadtrats von Greenwich, die vorgeschlagene Renovierung von The Valley zu erlauben. The Valley Party gewann 15.000 Stimmen und konnte die Ratsversammlung zwingen, die Renovierung zu genehmigen.

### Zurück inThe Valley
Die Saison 1991/92 und die erste Hälfte der Saison 1992/93 wurde im Upton Park von West Ham United gespielt, bevor man am 5. Dezember 1992 wieder in das erneuerte Stadion einziehen konnte. Unter der Führung von Trainer Alan Curbishley kehrte Charlton 1998 in die oberste Spielklasse zurück (die nun Premier League genannt wurde), stieg jedoch am Ende der Saison erneut ab. 2000 kehrten sie erneut in die Premier League zurück und stiegen nach dem Ende der Saison 2006/07 wieder in die Zweitklassigkeit ab. In der Saison 2008/09 belegte Charlton den letzten Platz, was den Abstieg in die League One (dritthöchste Spielklasse) zur Folge hatte. 2012 gelang der Wiederaufstieg in die zweithöchste Spielklasse.
Anfang Januar 2014 übernahm der belgische Geschäftsmann Roland Duchâtelet den Klub als Eigentümer. Damit wurde Charlton Teil eines Netzwerks von Fußballvereinen im Besitz von Duchâtelet. Am 11. März 2014, zwei Tage nach der Niederlage im FA Cup-Viertelfinale gegen Sheffield United und auf dem letzten Platz der Tabelle stehend, wurde Trainer Chris Powell entlassen. Sein Nachfolger José Riga führte den Klub auf Platz 18, womit der Abstieg vermieden wurde. Nach Rigas Abgang zum FC Blackpool wurde der Belgier Bob Peeters im Mai 2014 als neuer Trainer verpflichtet. Die folgende Saison begann Charlton stark, doch eine lange Serie von Unentschieden führte dazu, dass Peeters nach 25 Spielen auf Platz 14 entlassen wurde. Sein Nachfolger, Guy Luzon, schloss die Saison auf dem 12. Platz ab.
Die Saison 2015/16 begann vielversprechend, doch am 24. Oktober 2015 wurde Luzon nach einer 0:3-Niederlage im Heimspiel gegen den FC Brentford entlassen. Am 14. Januar 2016 kehrte José Riga für eine zweite Amtszeit als Cheftrainer zurück, konnte als Drittletzter den Abstieg in die EFL Ligue One am Ende der Saison jedoch nicht verhindern. Für viele Fans waren der Trainerwechsel und der spätere Abstieg symptomatisch für die Misswirtschaft des Vereins unter Duchâtelet, so dass es zu mehreren Protesten kam.
Nach einem 13. Platz in der League One erreiche Charlton in der darauffolgenden Saison durch einen 6. Platz die Playoffs, scheiterte jedoch im Halbfinale. In der Saison 2018/19 qualifizierte sich das Team erneut für die Playoffs. Durch ein 2:1 im Finale gegen den AFC Sunderland stieg der Klub nach drei Spielzeiten wieder in die EFL Championship auf.
Im November 2019 wurde Charlton Athletic von East Street Investments (ESI) aus Abu Dhabi übernommen. Am 10. März 2020 kam es zu einer öffentlichen Meinungsverschiedenheit zwischen den neuen Eigentümern und zu Berichten, dass sich der Hauptinvestor zurückziehe. The Valley und das Trainingsgelände von Charlton befanden sich nach wie vor im Besitz von Duchâtelet, und es bestand eine Transfersperre, da die neuen Eigentümer die Finanzierung bis Juni 2021 nicht nachgewiesen hatten. Im Juni 2020 bestätigte Charlton, dass ESI von einem Konsortium unter der Leitung des Geschäftsmanns Paul Elliott übernommen worden sei. Charlton stieg am Ende der Saison 2019/20 wieder in die League One ab.
Am 25. September 2020 erwarb Thomas Sandgaard, ein in Colorado ansässiger dänischer Geschäftsmann, den Klub. Die Saison 2020/21 wurde mit dem 7. Platz abgeschlossen.
Im Juni 2023 gab Charlton die Übernahme durch SE7 Partners, den vierten Eigentümer des Vereins innerhalb von vier Jahren, bekannt. Am 4. Februar 2024 übernahm der Waliser Nathan Jones das Traineramt. Unter ihm erreichte der Klub eine Serie von 14 ungeschlagenen Spielen in Folge. Charlton-Stürmer Alfie May gewann mit 23 Toren den "Goldenen Schuh" der League One für die Saison 2023/24. Dennoch beendete Charlton die Saison nur auf einem enttäuschenden 16. Platz. 
Am 25. Mai 2025 besiegte Charlton das Team von Leyton Orient im Playoff-Finale der League One und sicherte sich damit den dritten Aufstiegsplatz in die EFL Championship.

## Rekordspieler (Einsätze und Torschützen)
| Name          | Einsätze | von-bis   |
| ------------- | -------- | --------- |
| Sam Bartram   | 623      | 1934–1956 |
| Keith Peacock | 591      | 1962–1979 |
| John Hewie    | 530      | 1951–1966 |
| Norman Smith  | 450      | 1922–1936 |
| Steve Gritt   | 435      | 1977–1993 |
| Brian Kinsey  | 418      | 1956–1971 |
| Stuart Leary  | 403      | 1951–1962 |

| Name           | Tore | Einsätze |
| -------------- | ---- | -------- |
| Derek Hales    | 168  | 368      |
| Stuart Leary   | 163  | 403      |
| Mike Flanagan  | 120  | 396      |
| Keith Peacock  | 107  | 591      |
| Johnny Summers | 104  | 182      |

## Charlton Athletic Hall of Fame
Seit 2012 wählen Fans von Charlton Athletic jährlich drei Spieler (je einen aus den Zeiträumen vor 1950, 1951 bis 1980 und 1980 bis heute) in die vereinseigene Hall of Fame, die im Vereinsmuseum ihren Platz hat. Folgende Spieler wurden bislang in die Hall of Fame gewählt, das Jahr der Wahl findet sich in Klammer.
- Mike Bailey (2019)
- Sam Bartram (2012)
- Sailor Brown (2020)
- Peter Croker (2014)
- Jason Euell (2021)
- Eddie Firmani (2017)
- Mike Flanagan (2020)
- Steve Gritt (2018)
- Derek Hales (2012)
- John Hewie (2018)
- Harold Hobbis (2015)
- Gordon Hurst (2018)
- Dean Kiely (2020)
- Mark Kinsella (2015)
- Stuart Leary (2014)
- Clive Mendonca (2012)
- Paul Mortimer (2019)
- Keith Peacock (2013)
- Harold Phipps (2016)
- Chris Powell (2014)
- Colin Powell (2016)
- John Robinson (2017)
- Richard Rufus (2013)
- Norman Smith (2019)
- Johnny Summers (2021)
- Bert Turner (2021)
- Derek Ufton (2015)
- Charlie Vaughan (2017)
- Colin Walsh (2016)
- Don Welsh (2013)

## Frauenfußball
Der Charlton Athletic Ladies Football Club (kurz: Charlton Athletic LFC oder CALFC) ist einer der erfolgreichsten Vereine im englischen Frauenfußball. Die meisten Erfolge wurden allerdings vom Vorgängerverein Croydon LFC errungen. Die Mannschaft spielt in der FA Women’s Premier League National Division South.
Insgesamt hat der Verein über 100 aktive Spielerinnen, die den Club auf verschiedenen Leistungs- und Altersebenen repräsentieren.

### Geschichte
Der Vorgängerverein Croydon LFC holte 1996 die erste Meisterschaft und den ersten Pokalsieg. 1999 und 2000 folgten zwei weitere Meisterschaften. Durch einen 2:1-Sieg über die Doncaster Belles holte man das zweite Double der Vereinsgeschichte. Nach der Saison schloss sich der Verein dem Club Charlton Athletic an und fungiert seitdem unter dem heutigen Namen.
Die nächsten Erfolge stellten sich 2004 ein. Erst besiegte man den FC Fulham im Ligapokalfinale mit 1:0, später schlug man den FC Arsenal im FA Women’s Community Shield mit dem gleichen Ergebnis. Ein Jahr später gewann man zum dritten Mal den FA Women’s Cup durch einen 1:0-Sieg über den FC Everton. Das Ligapokalfinale und das Community Shield konnte man allerdings nicht gewinnen. 2006 gewann der CALFC den Ligapokal durch einen 2:1-Sieg über den FC Arsenal.
Durch die finanziellen Beschränkungen des Hauptvereins nach dem Abstieg aus der Premier League konnte ab der Saison 2007/08 nur ein Rumpfteam mit vielen jungen Spielerinnen aufgeboten werden, das sofort aus der FAW Premier League abstieg.

### Nachwuchsförderung
Der Charlton Athletic LFC wird von einer Nachwuchsakademie unterstützt. Diese Akademie wird vom Hauptverein Charlton Athletic, dem London Leisure College und der Universität von Greenwich betrieben.